# Gregorio Ladino
Gregorio Ladino (n. 18 de enero de 1973, San Mateo, Boyacá) es un ciclista colombiano, nacionalizado mexicano.
Compitió por primera vez para un equipo ciclista con licencia de la UCI en 1996, el Manzana Postobón perteneciente a la segunda división, pero  el equipo dejó de competir esa temporada y volvió al amateurismo. En 1997 venció en la Vuelta a Costa Rica, hecho que repitió en 2001 y menos de dos meses después logró la Vuelta a Guatemala. En 2003 conquistó la Vuelta Independencia Nacional que se disputa en República Dominicana. En 2006 se unió al equipo continental mexicano Tecos de la Universidad Autónoma de Guadalajara-Trek-VH. En febrero, ganó la Vuelta a Sonora en México y dos meses más tarde la Vuelta a El Salvador. En la clasificación general del UCI America Tour 2006 Ladino fue 2.º detrás de su compatriota José Serpa.
En 2008 Ladino ganó la Vuelta Ciclista a Chiapas en México. En 2009 venció en la Vuelta a Bolivia, fue campeón panamericano de ruta y culminó 1.º en el UCI America Tour.
En 2010 volvió a competir por un equipo de su país (Boyacá Orgullo de América) y repitió el lauro de campeón del UCI America Tour.
En 2011 se nacionalizó mexicano y volvió a ese país para competir por el equipo amateur Canel's Turbo.

## Palmarés
1997
- Vuelta a Costa Rica

2001
- Vuelta a Costa Rica
- Vuelta a Guatemala
- 1 etapa de la Vuelta a Colombia

2003
- Vuelta Independencia Nacional
- 1 etapa de la Vuelta a Costa Rica

2005
- Vuelta Mazatlán
- 1 etapa del Clásico Ciclístico Banfoandes

2006
- Vuelta a Sonora
- Vuelta a El Salvador
- 2.º en el UCI America Tour

2007
- 1 etapa de la Vuelta a El Salvador

2008
- 1 etapa de la Vuelta a Cuba
- 1 etapa de la Doble Sucre Potosí GP Cemento Fancesa
- 1 etapa de la Vuelta a Chihuahua
- Vuelta Ciclista a Chiapas, más 2 etapas
- Tour de Gila, más 1 etapa

2009
- Campeonato Panamericano de Ciclismo en Ruta
- Vuelta a Bolivia + 1 etapa
- UCI America Tour

2010
- UCI America Tour

2011
- 2.º en el Campeonato de México en Contrarreloj
- 1 etapa de la Vuelta Ciclista a Chiapas